# 姐姐情人
《姐姐情人》是WillPlus公司的旗下品牌chococo在2011年1月28日發售的戀愛冒險類型成人遊戲。電腦CLUB在2012年11月29日發售DVDPG版。臺灣由未來數位公司在2012年12月17日代理發售正體中文版。

## 故事
平常習慣被姊姊們包圍呵護下過著幸福生活的輪吾，有天回家時意外目擊到正在自慰的櫻，隔天在浴室遇到裸身的椿。之後輪吾為了壓抑對姊姊們產生的情慾而開始刻意疏遠她們，但最後在姊姊的追問下供出實情。得知實情的姊姊和輪吾之間的姊弟關係也因此開始出現轉變。

## 角色

### 主要角色
野山輪吾
本作男主角，野山家長子，葡萄原學園一年級學生。
野山椿
身高：163cm，三圍：B95/W56/H88
野山家長女，葡萄原學園的老師。
野山櫻
身高：156cm，三圍：B87/W53/H83
野山家次女，葡萄原學園三年級學生和學生會會長。
野山楓（聲：櫻川未央）
身高：157cm，三圍：B88/W53/H84
野山家三女，葡萄原學園二年級學生。

### 其他角色
野山藤花
輪吾的母親。お母さんもお姉ちゃんも友達もみ～んなまとめてハーレムパッチ的開放攻略角色。
浅海小鹿
輪吾的同學。お母さんもお姉ちゃんも友達もみ～んなまとめてハーレムパッチ的開放攻略角色。
野山大吾
輪吾的父親。

## 工作人員
- 角色設計/原畫：
- 劇本：、
- 劇本統括：北川晴
- 音樂：Brick Corporeation
- 背景：、bcd
- 影片：神月社
- 企劃/監製：

## 主題歌
片頭曲
作詞：高島愛香　作曲/編曲：神山乙子　歌：高島愛香
片尾曲
歌：高島愛香

## 外部連結
- WillPlus（页面存档备份，存于）（日語）
- 日文版官方網站（页面存档备份，存于）chococo（日語）
- 中文版官方網站（页面存档备份，存于）未來數位（繁體中文）